# Kazincbarcika SC
Der Kazincbarcika SC (kurz: KBSC) ist ein ungarischer Fußballverein der Nemzeti Bajnokság II (2. Liga Ungarns). Der Verein wurde 1957 in Kazincbarcika gegründet.
Vereinsfarben: Blau-gelb.

## Trainer
- József Kiprich (2012–)